# Chlorophorus castaneorufus
Chlorophorus castaneorufus là một loài bọ cánh cứng trong họ Cerambycidae.